# Presidenti della Provincia di Treviso
Elenco dei presidenti dell'amministrazione provinciale di Treviso.

## Regno d'Italia (1866-1946)

### Presidenti della Deputazione provinciale (1866-1924)
| Nº | Nº | Ritratto | Nome                    | Mandato | Mandato |  |
| Nº | Nº | Ritratto | Nome                    | Inizio  | Fine    |  |
| -- | -- | -------- | ----------------------- | ------- | ------- |  |
| 1  |    |          | Rodolfo d'Afflitto      | 1886    | 1878    |  |
| 2  |    |          | Antonio di San Martino  | 1878    | 1889    |  |
| 3  |    |          | Antonio Ciereghin       | 1889    | 1901    |  |
| 4  |    |          | Luigi Cesare Bortolotto | 1901    | 1903    |  |
| 5  |    |          | Emilio Penzo            | 1903    | 107     |  |
| 6  |    |          | Giuseppe Cerutti        | 1907    | 1911    |  |
| 7  |    |          | Pietro Berna            | 1911    | 1914    |  |
| 8  |    |          | Giovanni Chiggiato      | 1914    | 1918    |  |

### Presidi del Rettorato (1928-1943)
- Giordano Candi (1928–1932)
- Giulio Della Porta (1932–1938)
- Luigi Luzatti (1938–1943)

## Repubblica italiana (dal 1946)

### Presidenti della Deputazione provinciale (1945-1951)
| Nº | Nº | Ritratto | Nome             | Mandato        | Mandato | Partito              | Giunta |
| Nº | Nº | Ritratto | Nome             | Inizio         | Fine    | Partito              | Giunta |
| -- | -- | -------- | ---------------- | -------------- | ------- | -------------------- | ------ |
| 1  |    |          | Antonio Mazza    | 28 aprile 1945 | 1946    | Democrazia Cristiana |        |
| 2  |    |          | Ruggero Lombardi | 1946           | 1948    | Democrazia Cristiana |        |
| 3  |    |          | Mario Ferracin   | 1948           | 1951    | Democrazia Cristiana |        |

### Presidenti della Provincia (1951-2014)

#### Eletti dal Consiglio provinciale (1951-1995)
| Sindaco | Sindaco                        | Partito              | Periodo   | Elezione |
| ------- | ------------------------------ | -------------------- | --------- | -------- |
|         | Mario Ferracin                 | Democrazia Cristiana | 1951-1956 | 1951     |
|         | Bruno Marton                   | Democrazia Cristiana | 1956-1965 | 1956     |
| 1960    | Bruno Marton                   | Democrazia Cristiana | 1956-1965 |          |
|         | Pietro Ferracin                | Democrazia Cristiana | 1965-1971 | 1964     |
| 1970    | Pietro Ferracin                | Democrazia Cristiana | 1965-1971 |          |
|         | Carlo Bernini                  | Democrazia Cristiana | 1971-1980 | 1970     |
| 1975    | Carlo Bernini                  | Democrazia Cristiana | 1971-1980 |          |
|         | Luigi Carraro (Vicepresidente) | Democrazia Cristiana | 1980      | 1975     |
|         | Giuseppe Marton                | Democrazia Cristiana | 1980-1985 | 1980     |
|         | Lino Innocenti                 | Democrazia Cristiana | 1985-1990 | 1985     |
|         | Giacomo Dalla Longa            | Democrazia Cristiana | 1990-1993 | 1990     |
|         | Domenico Citron                | Democrazia Cristiana | 1993-1995 | 1990     |

#### Eletti direttamente dai cittadini (1995-2014)
| Nº | Nº             | Ritratto        | Nome                                                | Mandato         | Mandato         | Partito                    | Elezione  |
| Nº | Nº             | Ritratto        | Nome                                                | Inizio          | Fine            | Partito                    | Elezione  |
| -- | -------------- | --------------- | --------------------------------------------------- | --------------- | --------------- | -------------------------- | --------- |
| 9  |                |                 | Giovanni Mazzonetto                                 | 10 maggio 1995  | 2 febbraio 1998 | Grande coalizione (LN-PPI) | 1995      |
|    |                |                 | Francesco Cabrini (Vicepresidente facente funzioni) | 2 febbraio 1998 | 8 giugno 1998   | Grande coalizione (LN-PPI) | 1995      |
| 10 |                |                 | Luca Zaia                                           | 8 giugno 1998   | 11 giugno 2002  | Lega Nord                  | 1998      |
| 10 | 11 giugno 2002 | 10 giugno 2005  | Luca Zaia                                           | 2002            |                 | Lega Nord                  |           |
| –  |                |                 | Leonardo Muraro (Vicepresidente facente funzioni)   | 2002            | 10 giugno 2005  | 30 maggio 2006             | Lega Nord |
| 11 |                | Leonardo Muraro | 30 maggio 2006                                      | 18 maggio 2011  | 2006            |                            | Lega Nord |
| 11 | 18 maggio 2011 | Leonardo Muraro | 18 settembre 2016                                   | 2011            |                 |                            | Lega Nord |

#### Eletti dai sindaci e consiglieri della provincia (dal 2016)
| Nº | Nº               | Ritratto  | Nome           | Mandato           | Mandato          | Partito | Elezione |
| Nº | Nº               | Ritratto  | Nome           | Inizio            | Fine             | Partito | Elezione |
| -- | ---------------- | --------- | -------------- | ----------------- | ---------------- | ------- | -------- |
| 12 |                  |           | Stefano Marcon | 18 settembre 2016 | 18 dicembre 2021 | Lega    | 2016     |
| 12 | 18 dicembre 2021 | in carica | Stefano Marcon | 2021              |                  | Lega    |          |